# Los días de Cabirio
Los días de Cabirio es una película española de comedia estrenada en 1971, dirigida por Fernando Merino y protagonizada en los papeles principales por Alfredo Landa, Teresa Rabal, Mirta Miller y Helga Liné.
El filme es una parodia de la célebre película italiana Las noches de Cabiria dirigida por Federico Fellini en 1957.

## Sinopsis
Alfredo es un hombre de clase media que trabaja como empleado de banca. Pero su sueldo es insuficiente, debe pluriemplearse y además es un reprimido sexual. Animado por su amigo Florencio, que ejerce la prostitución, decide ejercer también de gigoló ofreciendo sus servicios a turistas extranjeras, al mismo tiempo que trabaja en un hotel. De esta forma ganará dinero y podrá casarse con su novia de siempre.

## Reparto
- Alfredo Landa como	Alfredo Velázquez / Perejil / Cabirio.
- Teresa Rabal como Mary Carmen.
- Mirta Miller como Anita.
- José Franco como Tía.
- Helga Liné como señora de Occasis.
- Margot Cottens como Tío.
- Guadalupe Muñoz Sampedro como Abuela de Mary Carmen.
- Mercedes Barranco como Pura.
- Licia Calderón como Nicolasa.
- Ricardo Merino como Caléndula.
- Gela Geisler como Sueca.
- Álvaro de Luna como	Lacayo de Tía.
- Jesús Guzmán como Lacayo de Tía.
- Pilar Gómez Ferrer como Madre de Alfredo.
- Rafael Hernández como Taxista.
- José Calvo como Padre de Mary Carmen.
- Simón Andreu como	Florencio.
- Antonio Mayans como Compañero de Alfredo.
- Luis Bar Boo como Chófer.